# Nicole Schnyder-Benoît
Nicole Schnyder-Benoît (Biel, 13 de marzo de 1973) es una deportista suiza que compitió en voleibol, en la modalidad de playa. Ganó dos medallas en el Campeonato Europeo de Vóley Playa, oro en 2004 y plata en 2001.

## Palmarés internacional
| Campeonato Europeo | Campeonato Europeo             | Campeonato Europeo | Campeonato Europeo |
| Año                | Lugar                          | Medalla            | Pareja             |
| ------------------ | ------------------------------ | ------------------ | ------------------ |
| 2001               | Jesolo (Italia)                | Medalla de plata   | Simone Kuhn        |
| 2004               | Timmendorfer Strand (Alemania) | Medalla de oro     | Simone Kuhn        |